# Bob Greacen
Robert Alexander "Bob" Greacen (Merchantville, Nueva Jersey, 15 de septiembre de 1947) es un exjugador de baloncesto estadounidense que jugó durante dos  temporadas en la NBA, además de hacerlo en la ABA y en la CBA. Con 2,00 metros de estatura, lo hacía en la posición de  alero.

## Trayectoria deportiva

### Universidad
Jugó durante tres temporadas con los Scarlet Knights de la Universidad Rutgers, en las que promedió 14,8 puntos y 7,4 rebotes por partido. Fue pieza clave de su equipo en la consecución del tercer puesto en 1967 del NIT. Al año siguiente promedió 21,4 puntos por partido, la octava mejor marca de la historia de la universidad.

### Profesional
Fue elegido en la decimoséptima posición del Draft de la NBA de 1969 por Milwaukee Bucks, y también por The Floridians en el draft de la ABA, fichando por el primer equipo. En su primera temporada fue uno de los últimos hombres del banquillo, siendo alineado en 41 partidos en los que promedió 2,6 puntos y 1,4 rebotes. Al año siguiente se perdió casi toda la temporada por lesión, jugando apenas dos partidos, pero llegó a tiempo de disputar los playoffs y colaboró en la consecución del único anillo de campeón de la historia de los Bucks, derrotando a los Baltimore Bullets por 4-0.
Tras no serle renovado el contrato, probó suerte en los New York Nets de la ABA, pero solo disputó 4 partidos antes de ser despedido, en los que consiguió únicamente 2 puntos. Acabó su carrera deportiva jugando una temporada en los Trenton Pat Pavers de la liga menor CBA.

## Estadísticas de su carrera en la NBA y la ABA

### Temporada regular
| Temporada | Edad | Equipo          | Liga  | P  | TIT | MIN  | TC  | TCA | %TC  | 3P  | 3PA | %3P | TL  | TLA | %TL  | R.OF. | R.DEF. | REB | ASIS | ROB | TAP | PER | FP  | PTS |
| 1969-70   | 22   | Milwaukee Bucks | NBA   | 41 |     | 7.1  | 1.1 | 2.7 | .404 |     |     |     | 0.4 | 0.7 | .643 |       |        | 1.4 | 0.7  |     |     |     | 1.2 | 2.6 |
| 1970-71   | 23   | Milwaukee Bucks | NBA   | 2  |     | 21.5 | 0.5 | 6.0 | .083 |     |     |     | 1.5 | 3.5 | .429 |       |        | 3.0 | 6.5  |     |     |     | 3.5 | 2.5 |
| 1971-72   | 24   | New York Nets   | ABA   | 4  |     | 5.0  | 0.3 | 0.5 | .500 | 0.0 | 0.0 |     | 0.0 | 0.0 |      | 0.3   | 0.3    | 0.5 | 0.3  |     |     | 0.5 | 0.3 | 0.5 |
| Total     |      |                 | TOTAL | 47 |     | 7.6  | 1.0 | 2.6 | .374 | 0.0 | 0.0 |     | 0.4 | 0.7 | .600 | 0.3   | 0.3    | 1.4 | 0.9  |     |     | 0.5 | 1.2 | 2.4 |
|           |      |                 | NBA   | 43 |     | 7.8  | 1.0 | 2.8 | .372 |     |     |     | 0.5 | 0.8 | .600 |       |        | 1.5 | 0.9  |     |     |     | 1.3 | 2.6 |
|           |      |                 | ABA   | 4  |     | 5.0  | 0.3 | 0.5 | .500 | 0.0 | 0.0 |     | 0.0 | 0.0 |      | 0.3   | 0.3    | 0.5 | 0.3  |     |     | 0.5 | 0.3 | 0.5 |

### Playoffs
| Temporada | Edad | Equipo          | Liga | P | MIN | TCA | TC | 3PA | 3P | TLA | TL | R.OF. | REB | ASIS | ROB | TAP | PER | FP | PTS | %TC  | %3P | %FT   | MIN | PTS | REB | AST |
| 1969-70   | 22   | Milwaukee Bucks | NBA  | 1 | 8   | 1   | 4  |     |    | 0   | 1  |       | 2   | 3    |     |     |     | 0  | 2   | .250 |     | .000  | 8.0 | 2.0 | 2.0 | 3.0 |
| 1970-71   | 23   | Milwaukee Bucks | NBA  | 7 | 16  | 4   | 11 |     |    | 4   | 4  |       | 5   | 0    |     |     |     | 4  | 12  | .364 |     | 1.000 | 2.3 | 1.7 | 0.7 | 0.0 |
| Total     |      |                 | NBA  | 8 | 24  | 5   | 15 |     |    | 4   | 5  |       | 7   | 3    |     |     |     | 4  | 14  | .333 |     | .800  | 3.0 | 1.8 | 0.9 | 0.4 |